# رودريغو رويز
رودريغو رويز (بالإسبانية: Rodrigo Ruiz Zárate)‏ (14 أبريل 1923 بغوادالاخارا في المكسيك - 5 مايو 1999 بغوادالاخارا في المكسيك) هو لاعب كرة قدم مكسيكي في مركز الهجوم، شارك في كأس العالم 1950. وشارك مع منتخب المكسيك لكرة القدم. أما مع النوادي، فقد لعب مع نادي أطلس ونادي غوادالاخارا.

## وصلات خارجية
- رودريغو رويز على موقع الاتحاد الدولي (مؤرشف)  (الإنجليزية)
- رودريغو رويز على موقع قاعدة بيانات كرة القدم.إي يو (الإنجليزية)
- رودريغو رويز على موقع ناشيونال فوتبول تيمز (الإنجليزية)
- رودريغو رويز على موقع Soccerway.com (الإنجليزية)
- رودريغو رويز على موقع عالم كرة القدم.نت (الإنجليزية)